# Luxembourg villamosvonal-hálózata
Luxembourg villamosvonal-hálózata egy mindössze egy vonalból álló villamosüzem Luxemburg fővárosában, Luxembourgban. A közlekedés 2017 decemberében indult meg és hamar népszerűvé vált.
A vonal 1435 mm-es nyomtávolságú, 750 V egyenárammal villamosított.
2020. március 1-től a szolgáltatás igénybevétele ingyenes.

## Története
A luxemburgi villamos első generációja 1875-től 1964-ig közlekedett, majd megszüntették, a villamosvágányokat pedig elbontották. A villamosok második generációja 2017. december 10-én kezdte meg az üzemszerű közlekedést egy új útvonalon, amely 2025 elejére a Luxembourgi repülőtérről a Cloche d'Or üzleti negyedbe, Gasperichbe fog vezetni, és az új nemzeti stadiont szolgálja ki, Pfaffenthal-Kirchberg és a luxemburg vasútállomásokon keresztül. További vonalakat terveznek Luxemburg városán belül, valamint Strassen és Esch-sur-Alzette felé is.